# Isidoro Del Lungo
Isidoro Del Lungo (Montevarchi, 20 dicembre 1841 – Firenze, 4 maggio 1927) è stato un critico letterario e politico italiano.

## Biografia
Forzatovi dal padre Angiolo Del Lungo, si era laureato in giurisprudenza a Pisa, ma i suoi interessi e la sua vera inclinazione erano per la letteratura e la poesia. Particolarmente importante per il suo avvio, appena diciassettenne, alla ricerca storico-filologica fu il rapporto con Cesare Guasti, suo lontano parente, e allora Direttore dell'Archivio di Stato di Firenze, e anche culturalmente a lui affine. Per la sua formazione filologico-letteraria fu parimenti importante il suo rapporto con Giosuè Carducci. Ne rende testimonianza l'epistolario corso tra i due amici, pur tra loro tanto diversi, per quasi un cinquantennio, sino alla morte del Carducci nel 1907, ed iniziato a fronte della difesa che Carducci fece di Del Lungo dopo un'ingiusta stroncatura di una sua opera poetica da parte di Corrado Gargiolli.
Insegnò materie letterarie nei licei a Faenza, a Casale Monferrato, a Siena, a Pistoia e a Firenze. Nel gennaio 1868 fu nominato accademico della Crusca e collaborò alla redazione del Vocabolario curato da tale istituzione.
Scrisse su varie riviste, tra le quali l'Archivio storico italiano di Vieusseux. Fu membro dell'Accademia dei Lincei e presidente della Società dantesca italiana. Fu un ottimo oratore ed un conferenziere molto apprezzato, tra i principali promotori delle conferenze dantesche in Orsanmichele.
Sul fronte della critica, il suo lascito più rilevante riguarda la Cronica delle cose occorrenti ne' tempi suoi di Dino Compagni. Ne dimostrò l'autenticità, negata dalla critica tedesca del tempo. Si dedicò allo studio di Dante e del Trecento fiorentino che conobbe come pochi altri. Concluse la sua opera redigendo, negli ultimi suoi anni di vita, un commento alla Divina Commedia, noto per la sua essenzialità e precisione documentale.
La figlia Romilda Del Lungo sposò Orazio Bacci il 22 aprile 1895.
Il 21 gennaio 1906 fu nominato Senatore del Regno. Si oppose alla politica di Giovanni Giolitti e sostenne l'entrata in guerra dell'Italia nel 1915.
Morì a Firenze il 4 di maggio 1927, ove visse con i suoi otto figli, e fu sepolto nel Cimitero Monumentale di Antella il 6 maggio 1927, ove riposa tuttora, in una tomba restaurata nell'anno 2023 per opera del Comune di Bagno a Ripoli e della Misericordia di Antella con il patrocinio della Città Metropolitana di Firenze.

## Scritti

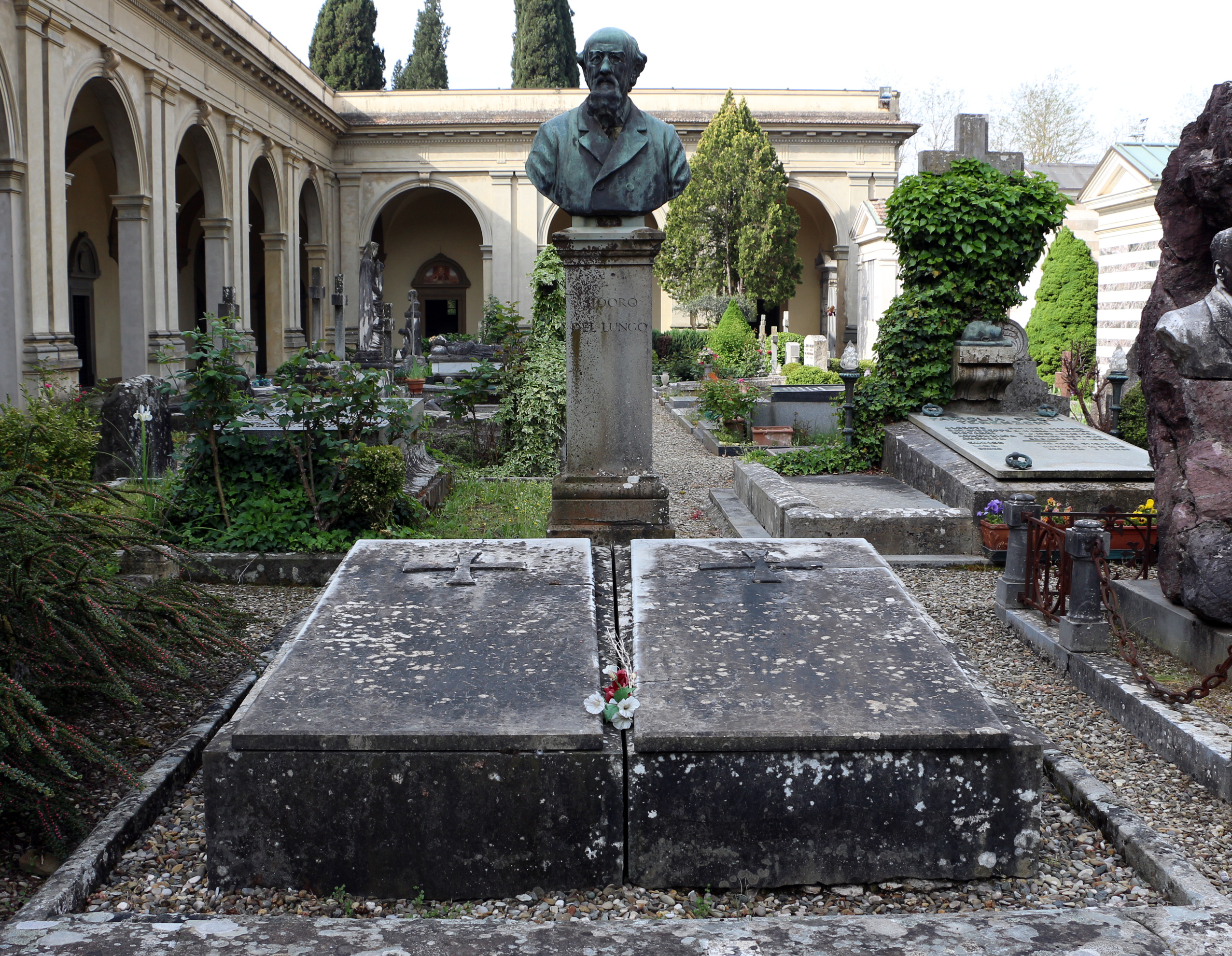
La tomba di Isidoro del Lungo nel cimitero monumentale dell'Antella

- Della vecchia poesia italiana e d'una raccolta di rimatori trecentisti fatta da Giosuè Carducci, Firenze, Tipografia Spiombi, 1862;
- Leggende del secolo XIV, 1863;
- Dino Compagni e la sua "Cronica", 4 volumi, 1879-1889;
- Dell'esilio di Dante, 1881;
- Dante ne' tempi di Dante, 1888;
- Beatrice nella vita e nella poesia del secolo XIII, 1891;
- La figurazione storica del Medio Evo nel poema di Dante, 3 volumi, 1891;
- La prosa di Galileo, Firenze, Sansoni, 1911
- Storia esterna, vicende, avventure d'un piccolo libro de' tempi di Dante 2 volumi, Milano, 1917;
- La Divina Commedia, con prospetto della vita del poeta e prolusioni alla tre cantiche, 3 volumi, commento di Isidoro Del Lungo, Firenze, Le Monnier, 1926.

## Lettere e carteggi
- Epistolario fra Giosuè Carducci e Isidoro Del Lungo, 1858-1906, Firenze, Le Monnier, 1939;
- Cesare Guasti, Carteggio con Isidoro Del Lungo, lettere scelte, Firenze, Leo S. Olschki, 1977.